# Vukovski dvor
Vukovski dvor (Willkommhof) je dvorec in posestvo na severni strani akumulacijskega jezera Pernica (hišna številka Vukovje 2), ob cesti Pesniški Dvor – Jakobski Dol, občina Pesnica. Pritlična, delno podkletena stavba z mansardno streho je nekdanji dvorec iz 16. stol., ki je bil v 18. stol. spremenjen v hišo večjega posestva. Na vhodnem portalu je letnica 1739, na kletnem portalu v notranjščini 1550.
Danes je dvorec v zelo slabem stanju in ni več primeren za bivanje.

## Opis
Podolgovata, pravokotna, visokopritlična, delno podkletena 3 x 7 osna stavba. V rizalitu je poudarjena s tremi mansardnimi okni. Tu je vrh zidanega stopniščnega dostopa kamniten baročen portal z letnico 1739 v temenskem ščitcu. Okna imajo navadne maltaste okvire in so zaprta s kovanimi mrežami. Na zahodni strani ima stavba baročen, na treh parih zidanih stolpov sloneč prizidek, ki ima v odprtem podhodu oproge in češke kape. Skozi portal na prednji fasadi vstopimo v prostorno vhodno vežo, opremljeno z banjastim križnim obokom, ki je nekdaj zavzemal širino treh okenskih osi, a je zdaj precej prezidana. Drugod so stropi ravni, ohranjenih pa je še nekaj baročnih vratnic. Skozi podhod v zahodnem prizidku pridemo v klet, v katero drže preprosta vrata. Klet je vsa obokana – oboki so banjasti, prvi med njimi ima grebene. Eden od kletnih portalov je iz peščenjaka, polkrožno sklenjen, z na ajdovo zrno posnetimi robovi. Na vrhu ima letnico 1550.
Prvotna, v 16. stoletju pozidana stavba, je bila za dve okenski osi krajša. Obsegala je zahodni del današnje graščine – tu so na zunanjščini vidni šivani vogali iz peščenjaka. V baroku so stavbo podaljšali proti vzhodu, modernizirali so okna in prislonili k njej na slopih sloneči prizidek. V tem delu je zidava opečna.

Z Odlokom o razglasitvi  kulturnih in zgodovinskih spomenikov na območju Maribora (Medobčinski uradni vestnik, 5/92) je stavba od leta 1992 spomeniško zaščitena.

## Zgodovina
Del posestva je v 18. stoletju prešel pod jezuite, ko je takratni lastnik Ignac Franc Reiter stopil v njihov red. Od leta 1794 je bilo posestvo v lasti družine Višner. V letih 1855 -1895 je dvorec dom v Gradcu rojenega akademskega slikarja Ferdinanda Maliča (1820–1900), ki na mnogih slikah upodobi notranjost dvorca in njegovo okolico. Pred prvo svetovno vojno je lastnik Vukovskega dvora Edmund Olschofsky, ki se uspešno ukvarja z vzrejo in prodajo plemenskih svinj. 27. junija 1902 v jutranjih urah na posestvu pristane balon, ki je večer prej poletel z Dunaja z balonarjem Herbertom Silbererjem (kasnejšim psihoanalitikom iz kroga Sigmunda Freuda) in grofomom Heinrichom Thunom. Herbert Silberer polet opiše v svoji knjigi Štiri tisoč kilometrov v balonu (Viertausend Kilometer im Ballon, Leipzig, 1903). Septembra 1907 dvorec zajame večji požar, a gasilcem uspe požar pogasiti. Pred drugo svetovno vojno postane lastnik posestva Erik Suppanz, eden izmed treh sinov izredno uspešnega in bogatega veletrgovca z deželnimi pridelki in kolonialnim blagom, župana Pristave pri Mestinju Edvarda Suppanza, zaradi trgovine z jajci med ljudmi znanega tudi kot »jajčni kralj«. Po drugi svetovni vojni so povojne oblasti premoženje Suppanzem zaplenile. Leta 1995 je bilo posestvo v denacionalizaciji vrnjeno Elizabeti Suppanz, vdovi Erika Suppanza. Zadnji stanovalci so dvorec zapustili leta 2009.